# Merchants of light
Merchants of light is het tweede livealbum van de Britse band Big Big Train. Opnamen vonden plaats tijdens concerten gehouden op 29 en 30 september als ook 1 oktober 2017 tijdens uitverkochte concerten in de Cadogan Hall in Londen. Als trailer voor het album kwam Swan Hunter op cd-single uit.
Voor de reeks concerten moest de band de keus maken op reis te gaan met een band van 13 man/vrouw of wel een kleiner gezelschap. Er werd gekozen voor het eerste, men wilde de muziek inclusief koperblazers dicht bij het origineel houden. Uit dezelfde concertreeks kwam in 2020 de dvd Reflections of light uit.
in de rubriek Thank you worden Tony Banks en Nick Davis genoemd, beiden verbonden aan Genesis, inspiratiebron voor Big Big Train. Banks zou ook een van de concerten bezocht hebben. Hij kende Nick D'Virgilio al, want die speelde op het album Calling All Stations van Genesis mee, ook kende hij Longdon, die met Ray Wilson streed om zanger te worden van die band bij dat album. 

## Musici
- David Longdon – zang, dwarsfluit, percussie
- Greg Spawton – basgitaar
- Nick D'Virgilio – drumstel, percussie, zang
- Danny Manners – toetsinstrumenten
- Andy Pool – toetsinstrumenten, gitaar
- Dave Gregory – gitaar
- Rikard Sjöblom – gitaar, toetsinstrumenten, zang
- Rachel Hall – viool

Met
- Dave Desmond – trombone
- Ben Godfrey – trompet
- Nick Stones – hoorn
- John Storey – eufonium
- Jon Truscott – tuba

## Muziek
| Nr. | Titel                                             | Duur  |
| --- | ------------------------------------------------- | ----- |
| 1.  | Folklore overture (Manners, Longdon)              | 2:22  |
| 2.  | Folklore (Longdon)                                | 8:27  |
| 3.  | Brave captain (Longdon)                           | 11:57 |
| 4.  | Last train (Spawton)                              | 6:37  |
| 5.  | London plane (Spawton)                            | 10:43 |
| 6.  | Meadowland (Sjöblom, Longdon, Spawton)            | 3:45  |
| 7.  | A mead hall in winter (Sjöblom, Longdon, Spawton) | 15:30 |

| Nr. | Titel                                         | Duur  |
| --- | --------------------------------------------- | ----- |
| 1.  | Experimental gentlemen part two (Spawton)     | 6:03  |
| 2.  | Swan Hunter (Longdon, Spawton)                | 6:55  |
| 3.  | Judas unrepentant (Longdon)                   | 7:29  |
| 4.  | The transit of Venus across the Sun (Spawton) | 7:47  |
| 5.  | East Coast racer (Spawton, Manners)           | 16:04 |
| 6.  | Telling the bees (Longdon)                    | 5:41  |
| 7.  | Victorian brickwork (Spawton)                 | 13:46 |
| 8.  | Drums and bass (D'Virgilio)                   | 5:05  |
| 9.  | Wassail (Longdon)                             | 7:55  |